# Duncan Free
Duncan Free, född den 25 maj 1973 i Hobart i Australien, är en australisk roddare.
Han tog OS-guld i tvåa utan styrman i samband med de olympiska roddtävlingarna 2008 i Peking.